# Поток-Стани-Кольонія
Поток-Стани-Кольонія (пол. Potok-Stany Kolonia) — село в Польщі, у гміні Поток-Великий Янівського повіту Люблінського воєводства.
Населення — 194 особи (2011).
У 1975-1998 роках село належало до Тарнобжезького воєводства.

## Демографія
Демографічна структура станом на 31 березня 2011 року:
|          | Загалом | Допрацездатний вік | Працездатний вік | Постпрацездатний вік |
| -------- | ------- | ------------------ | ---------------- | -------------------- |
| Чоловіки | 96      | 18                 | 65               | 13                   |
| Жінки    | 98      | 17                 | 45               | 36                   |
| Разом    | 194     | 35                 | 110              | 49                   |